# Amuq
Amuq, Amuk, Amik o Amaq (àrab: الأعماق, al-Aʿmāq) és una vall que es troba a la part sud de Turquia, a la província de Hatay, a prop de la ciutat d'Antioquia (l'antiga Antioquia de l'Orontes).
Juntament amb Dabik, al nord-oest de Síria, es creu que és un dels dos llocs possibles de la batalla d'Harmagedon segons l'escatologia islàmica.

## Descripció
La vall, també anomenada «plana d'Antioquia», està envoltada de muntanyes i s'estén sobre uns 500 km²; té forma triangular i a la part superior del triangle es troben les ciutats d'Antioquia (al sud-oest), Reyhanlı (al sud-est) i Kırıkhan (al nord).
Al centre de la plana hi havia el llac d'Antioquia (o Amik); es va assecar immediatament després de mitjan segle xx.

## Història
El regne d'Unki al segle ix aC va tenir el seu centre en aquesta zona.
En època clàssica fou coneguda com a Amykès pedion i s'hi van lliurar diverses batalles.
Fou després també teatre de combats entre àrabs i romans d'Orient, i va quedar en poder d'aquests el 969; diverses fortaleses la protegien de la resta de Síria: Artah, Imm, Harim i Tizin. Fou reconquerida pels seljúcides el 1084 i recuperada pels croats el 1098. La va conquerir finalment l'aiúbida Nur al-Din després de la batalla d'Inab (1149). Sota els mamelucs fou inclosa en la província d'Alep i hi va restar agregada en el període otomà.
El francesos la van dominar del 1920 al 1939, quan fou cedida a Turquia amb la resta del sandjak de Hatay (Alexandreta).

## Jaciments arqueològics
Amuq destaca per una sèrie de jaciments arqueològics a la «plana d'Antioquia» (Braidwood va catalogar 178 jaciments). Els principals jaciments de la zona són Tell al-Judaidah, Çatalhöyük (Amuq) (no confondre amb Çatalhöyük a Anatòlia), Tell Tayinat, Tell Kurdu, Alalakh i Tell Dhahab.

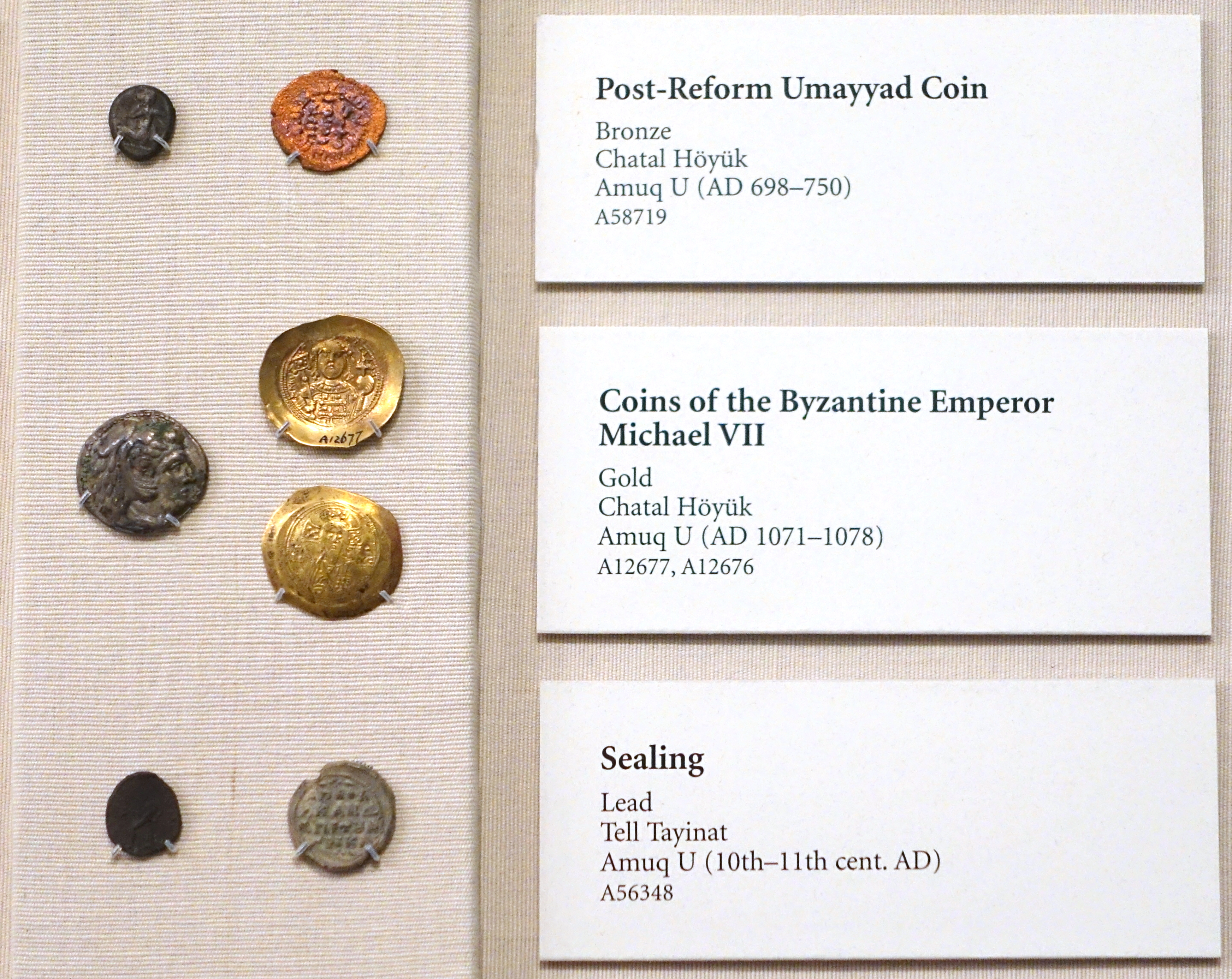
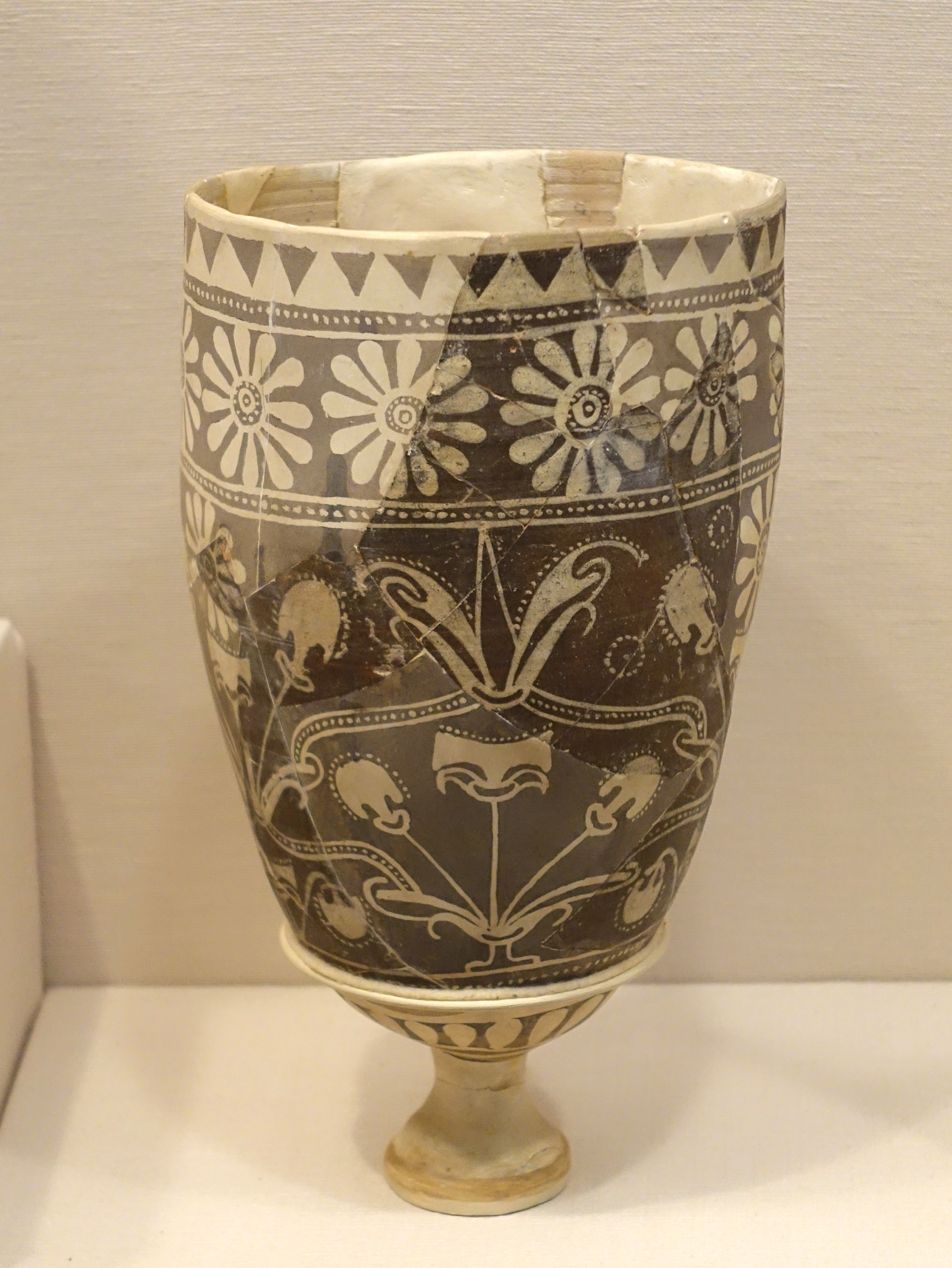
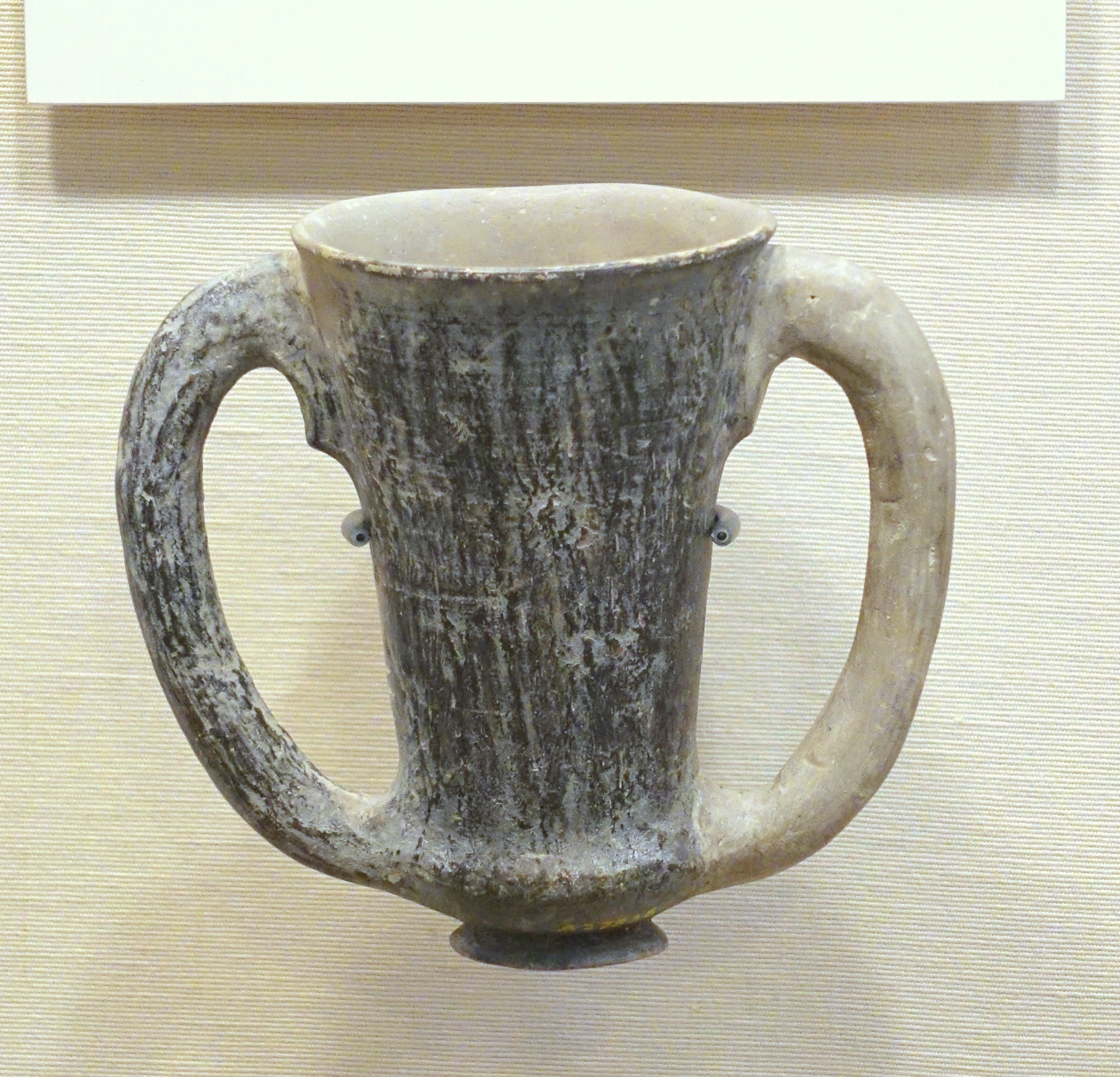
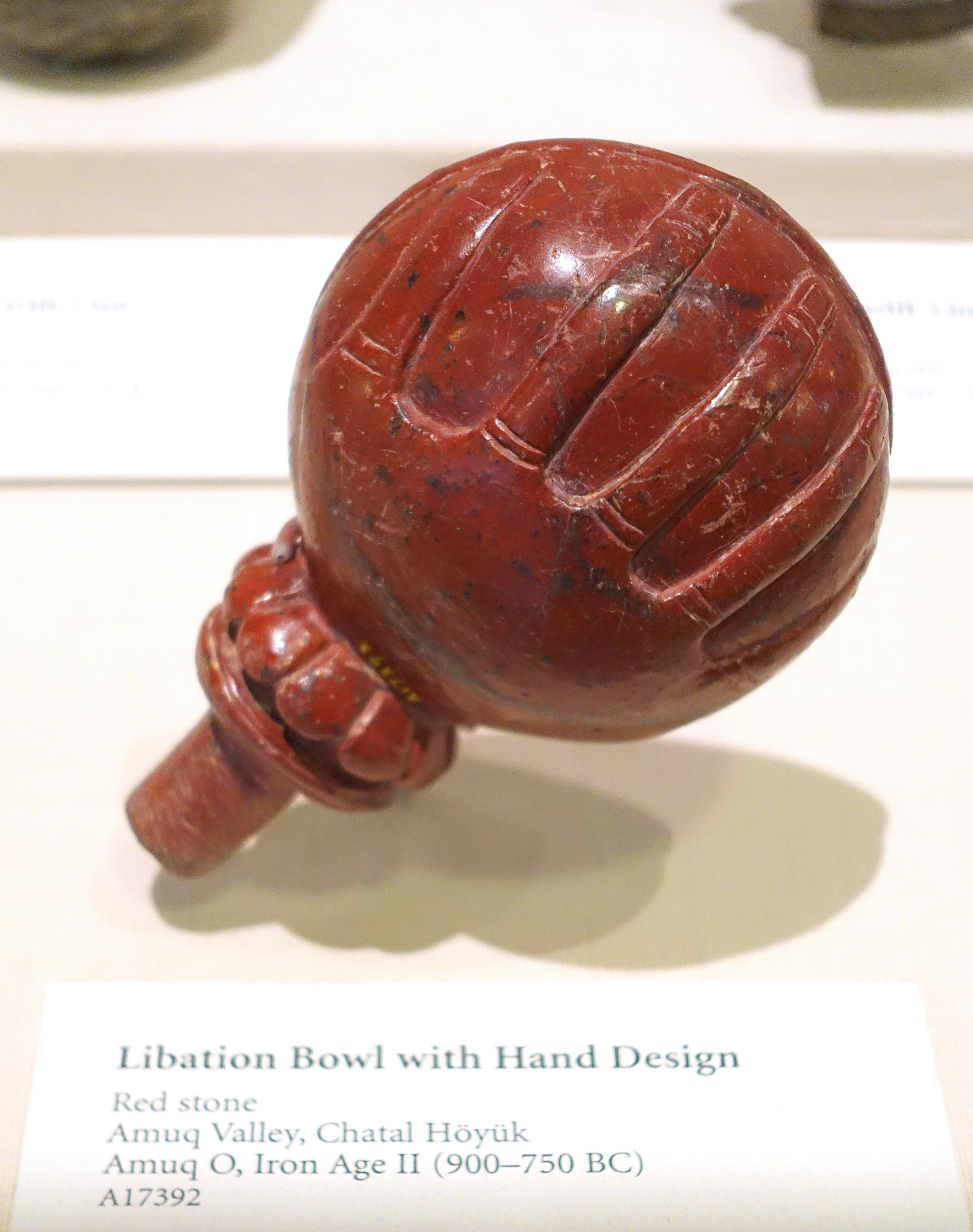
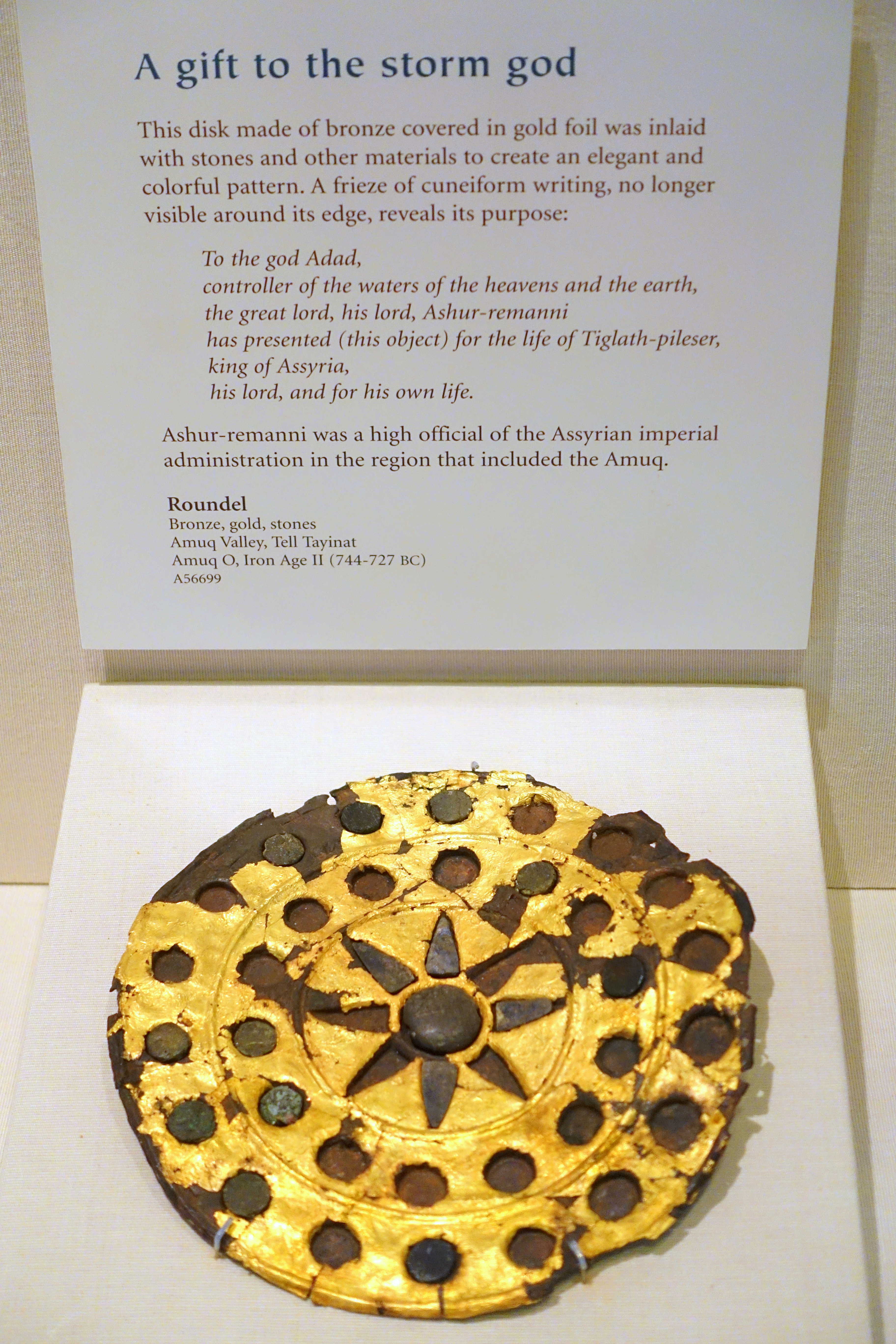

Tell al-Judaidah va ser inspeccionat per Robert Braidwood i excavat per C. MacEwan de l'Institut Oriental de la Universitat de Chicago a la dècada del 1930.

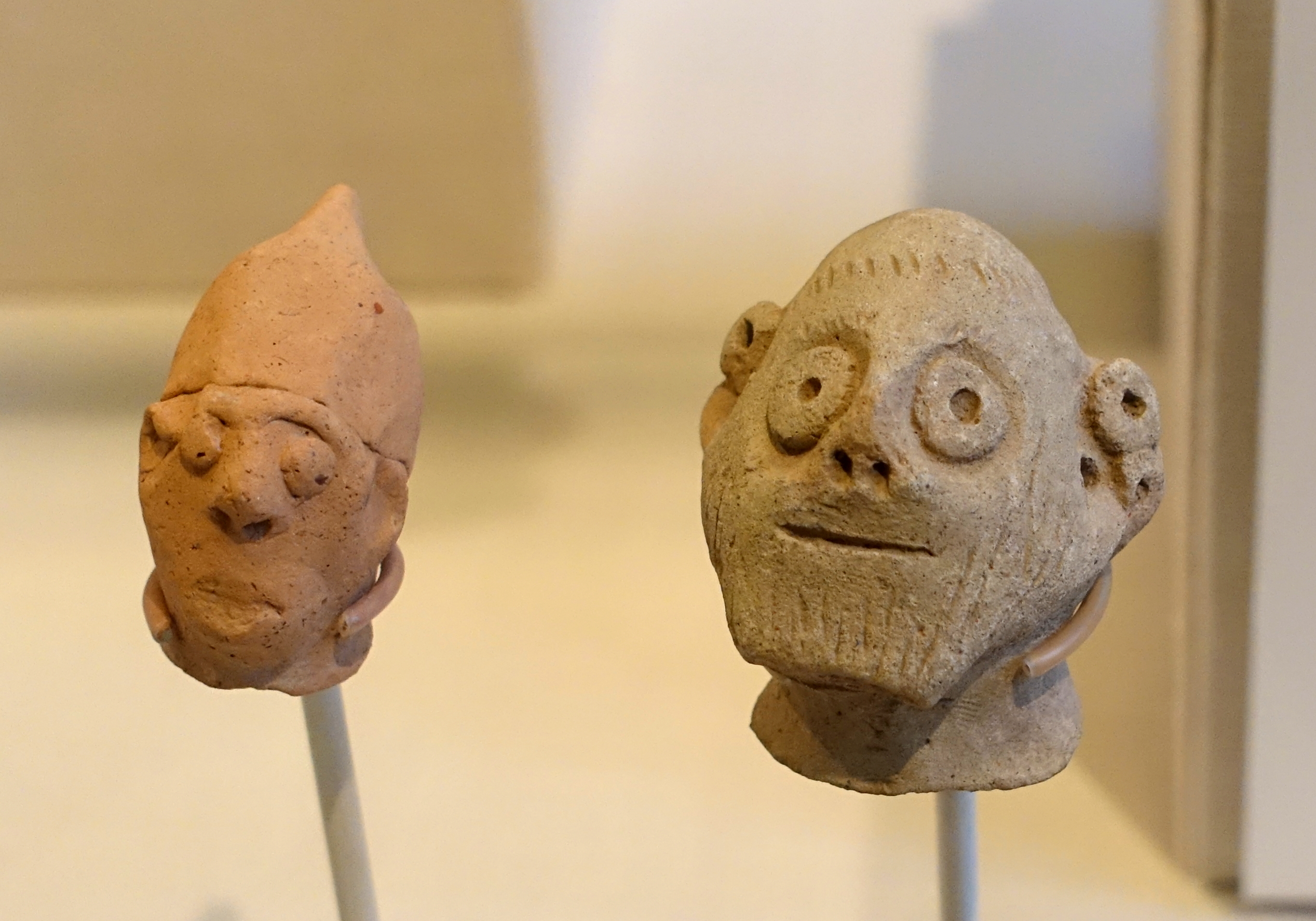
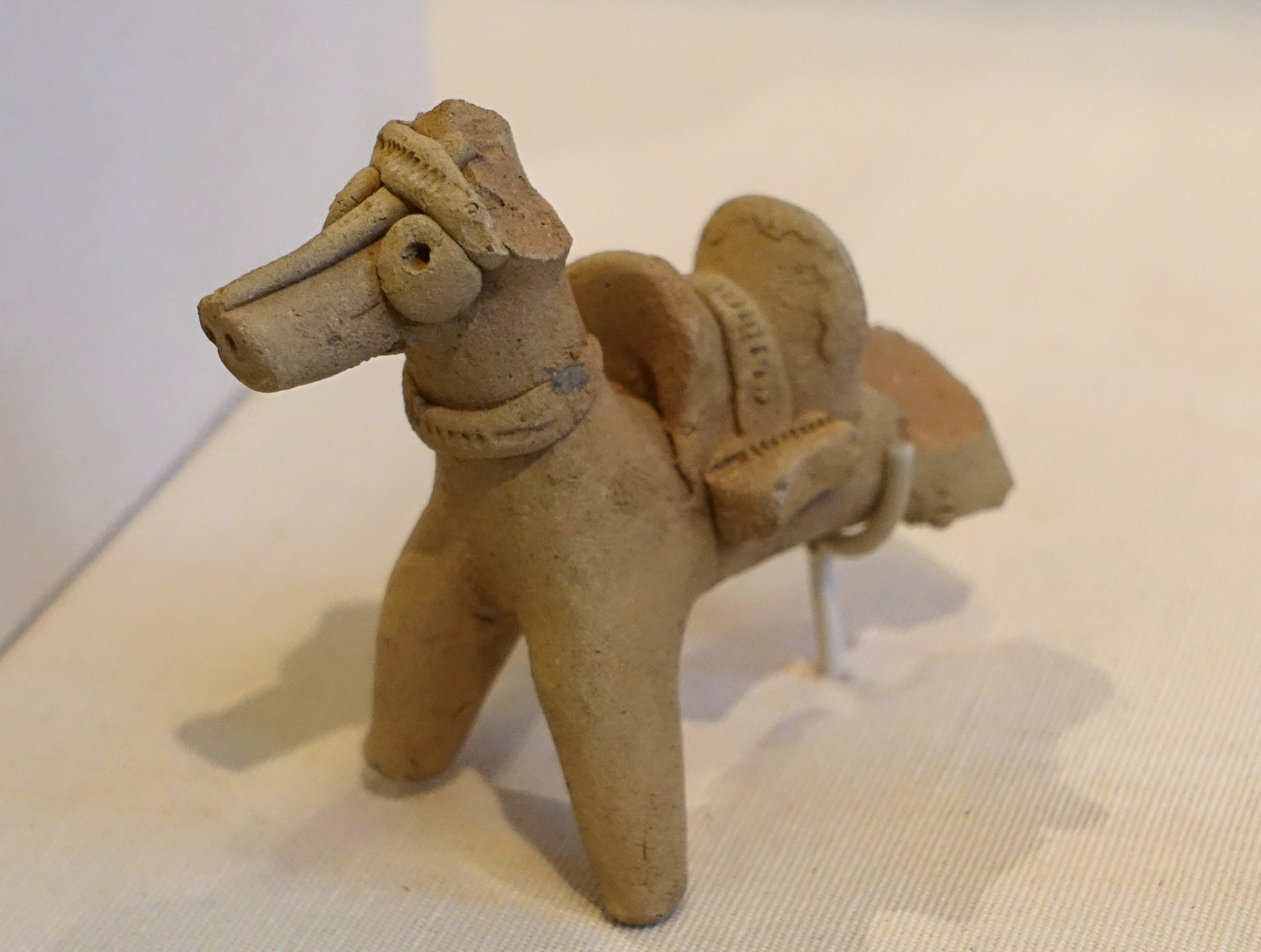
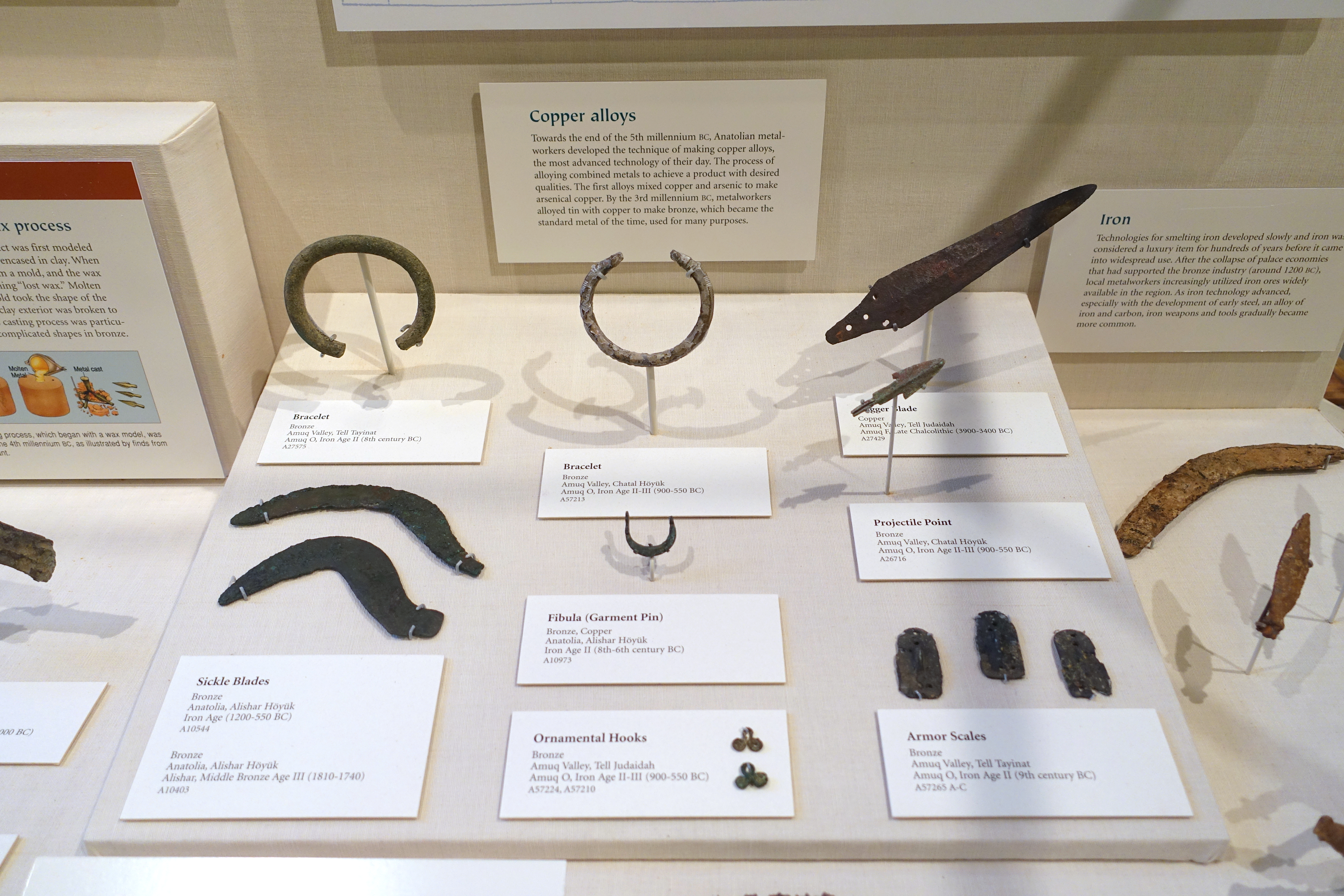
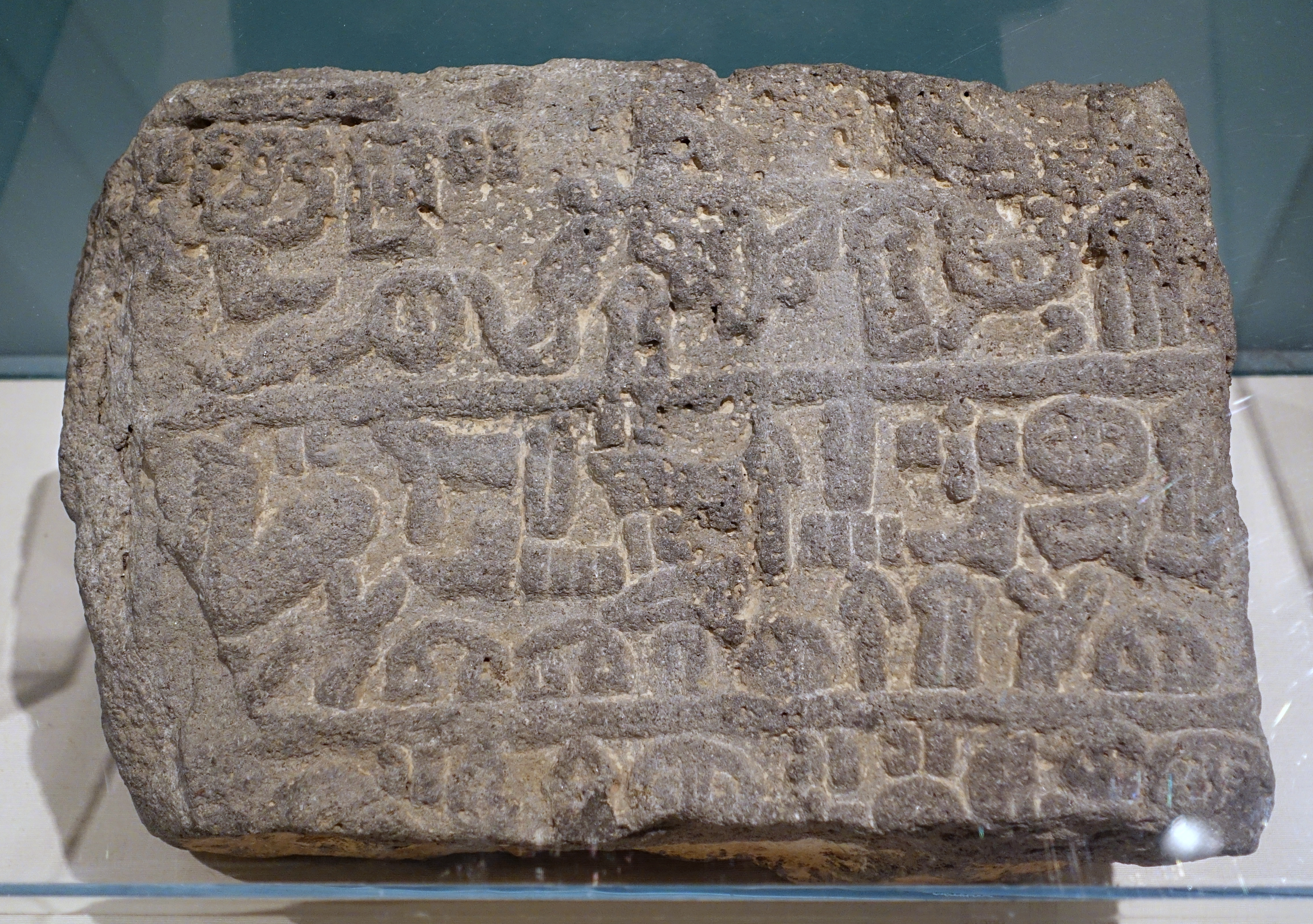

Els resultats de les excavacions arqueològiques realitzades en alguns jaciments, principalment Tell al-Judaidah, són la base de la sèrie d'Amuq (Amuq A, Amuq B, Amuq C i Amuq D), una seqüència estratigràfica que dona suport a la cronologia de l'antic Orient Pròxim a partir del 6000 aC.
Des de 1995, l'Institut Oriental ha reprès les activitats de recerca a la vall d'Amuq.

## Escatologia islàmica
Abu-Hurayra, un company del profeta Mahoma, va informar en un hadit que el profeta va dir:
| « | L'última hora no arribaria fins que els romans desembarquin a Al-A’maq o a Dabiq. Un exèrcit format pels millors (soldats) de la gent de la Terra en aquell moment vindrà de Medina (per enfrantar-s'hi). | » |

Els estudiosos islàmics i els comentaristes de hadit suggereixen que la paraula «romans» es refereix als «cristians». El hadit relaciona a més la posterior victòria musulmana, seguida de la presa pacífica de Constantinoble amb invocacions de takbir i tasbih, i finalment la derrota de l'Anticrist després del retorn i descens de Jesucrist. Altres hadits relacionen l'aparició de l'imam Mahdí immediatament abans de la segona vinguda de Jesús.